# Idalus affinis
Idalus affinis är en fjärilsart som beskrevs av Rothschild 1917. Idalus affinis ingår i släktet Idalus och familjen björnspinnare. Inga underarter finns listade i Catalogue of Life.